# César 2001
Die 26. Verleihung der Césars fand am 24. Februar 2001 im Théâtre des Champs-Élysées in Paris statt. Präsident der Verleihung war der Schauspieler Daniel Auteuil. Ausgestrahlt wurde die Verleihung, durch die Édouard Baer als Gastgeber führte, vom französischen Fernsehsender Canal+.
Mit je neun Nominierungen für den César konnte in diesem Jahr sowohl das Langfilmdebüt der Schauspielerin und Drehbuchautorin Agnès Jaoui, die Gesellschaftskomödie Lust auf Anderes, als auch der komödiantische Thriller Harry meint es gut mit dir von Dominik Moll vier Trophäen gewinnen. Während Lust auf Anderes in den Kategorien Bester Film, Bestes Drehbuch, Bester Nebendarsteller (Gérard Lanvin) und Beste Nebendarstellerin (Anne Alvaro) erfolgreich war, konnte Molls Film die Kategorien Beste Regie, Bester Hauptdarsteller (Sergi López), Bester Ton und Bester Schnitt für sich entscheiden. Das im 17. Jahrhundert spielende Historiendrama Die Schule der verlorenen Mädchen von Patricia Mazuy, das achtfach nominiert war, wurde am Ende mit dem Preis für die besten Kostüme prämiert. Isabelle Huppert, die für ihre Rolle der Madame de Maintenon in Mazuys zweitem Langfilm als beste Hauptdarstellerin nominiert war, unterlag wie auch Emmanuelle Béart, Juliette Binoche und Muriel Robin der Darbietung von Dominique Blanc in dem Filmdrama Stand by als eine an einem Flughafen gestrandete Frau, die soeben von ihrem Mann verlassen wurde. Blanc erhielt damit ihren insgesamt vierten César nach ihren drei vorherigen Siegen als beste Nebendarstellerin. Mathieu Kassovitz’ vierte Regiearbeit Die purpurnen Flüsse konnte sich letztlich in keiner der fünf Kategorien, in denen der Psychothriller nominiert war, gegen die Konkurrenz behaupten. Mit den diesjährigen Ehrenpreisen wurden der Schauspieler und Komiker Darry Cowl, die britische Schauspielerin Charlotte Rampling und die belgische Filmemacherin Agnès Varda ausgezeichnet.

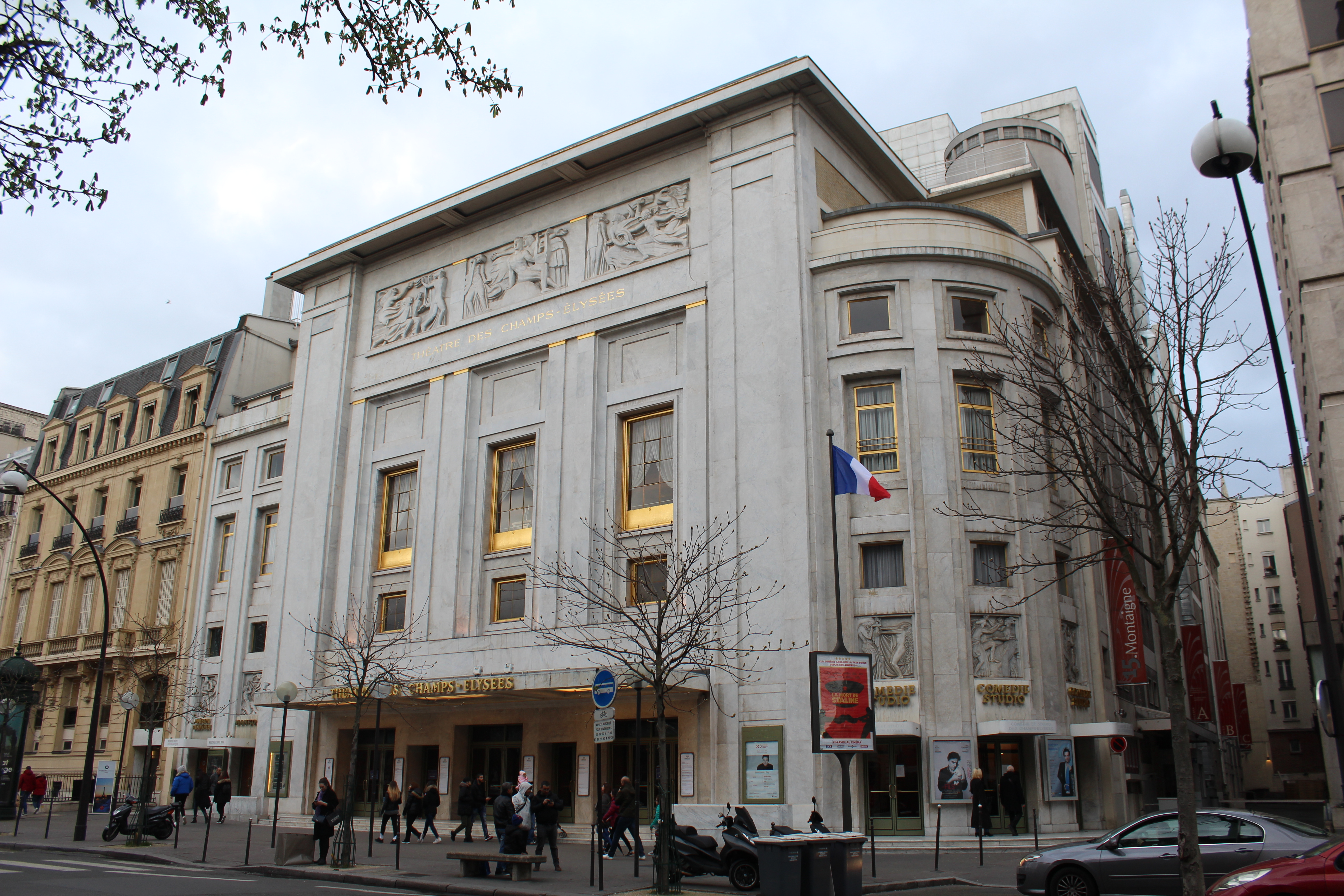
Das Théâtre des Champs-Élysées, der Veranstaltungsort der Verleihung

## Gewinner und Nominierungen

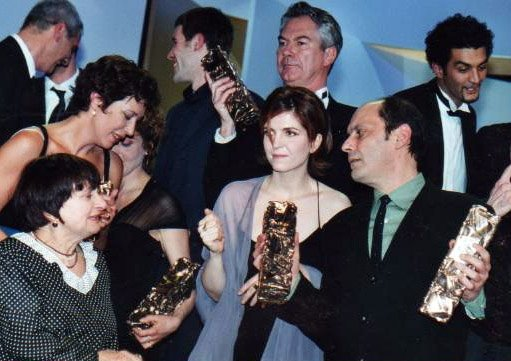
Ehrenpreisträgerin Agnès Varda (unten links), Agnès Jaoui (Mitte) und Jean-Pierre Bacri (rechts)

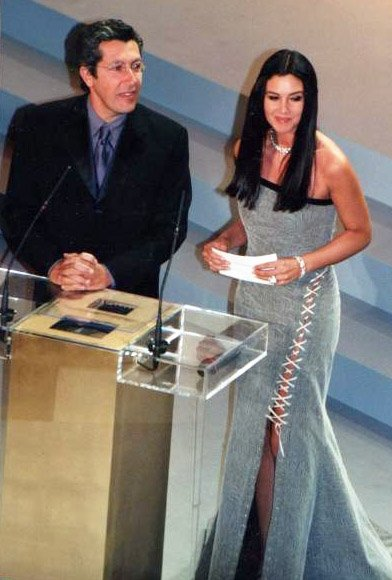
Alain Chabat und Monica Bellucci als Laudatoren

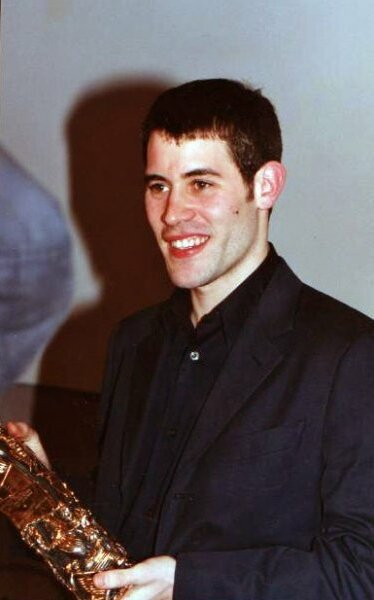
Jalil Lespert, der beste Nachwuchsdarsteller

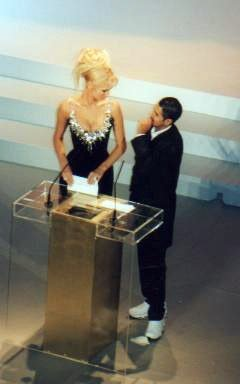
Adriana Karembeu und Jamel Debbouze als Laudatoren

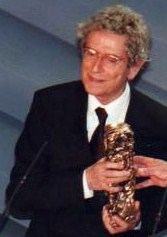
Ehrenpreisträger Darry Cowl

| Statistik (Filme mit mehr als einer Nominierung) N=Nominierung; A=Auszeichnung |   |   |
| Film                                                                           | N | A |
| Harry meint es gut mit dir                                                     | 9 | 4 |
| Lust auf Anderes                                                               | 9 | 4 |
| Die Schule der verlorenen Mädchen                                              | 8 | 1 |
| Die purpurnen Flüsse                                                           | 5 | 0 |
| Une affaire de goût                                                            | 5 | 0 |
| Mörderisches Dienstmädchen                                                     | 4 | 1 |
| Les destinées sentimentales                                                    | 4 | 0 |
| Der Jobkiller                                                                  | 3 | 2 |
| Der König tanzt                                                                | 3 | 0 |
| Stand by                                                                       | 2 | 1 |
| Vatel                                                                          | 2 | 1 |
| Die Witwe von Saint-Pierre                                                     | 2 | 0 |
| Man liebt es unentschieden                                                     | 2 | 0 |

### Bester Film (Meilleur film)
Lust auf Anderes (Le goût des autres) – Regie: Agnès Jaoui
- Mörderisches Dienstmädchen (Les blessures assassines) – Regie: Jean-Pierre Denis
- Harry meint es gut mit dir (Harry, un ami qui vous veut du bien) – Regie: Dominik Moll
- Die Schule der verlorenen Mädchen (Saint-Cyr) – Regie: Patricia Mazuy
- Une affaire de goût – Regie: Bernard Rapp

### Beste Regie (Meilleur réalisateur)
Dominik Moll – Harry meint es gut mit dir (Harry, un ami qui vous veut du bien)
- Jean-Pierre Denis – Mörderisches Dienstmädchen (Les blessures assassines)
- Agnès Jaoui – Lust auf Anderes (Le goût des autres)
- Mathieu Kassovitz – Die purpurnen Flüsse (Les rivières pourpres)
- Patricia Mazuy – Die Schule der verlorenen Mädchen (Saint-Cyr)

### Bester Hauptdarsteller (Meilleur acteur)
Sergi López – Harry meint es gut mit dir (Harry, un ami qui vous veut du bien)
- Jean-Pierre Bacri – Lust auf Anderes (Le goût des autres)
- Charles Berling – Les destinées sentimentales
- Bernard Giraudeau – Une affaire de goût
- Pascal Greggory – Man liebt es unentschieden (La confusion des genres)

### Beste Hauptdarstellerin (Meilleure actrice)
Dominique Blanc – Stand by (Stand-by)
- Emmanuelle Béart – Les destinées sentimentales
- Juliette Binoche – Die Witwe von Saint-Pierre (La veuve de Saint-Pierre)
- Isabelle Huppert – Die Schule der verlorenen Mädchen (Saint-Cyr)
- Muriel Robin – Marie-Line

### Bester Nebendarsteller (Meilleur acteur dans un second rôle)
Gérard Lanvin – Lust auf Anderes (Le goût des autres)
- Alain Chabat – Lust auf Anderes (Le goût des autres)
- Jean-Pierre Kalfon – Die Schule der verlorenen Mädchen (Saint-Cyr)
- Emir Kusturica – Die Witwe von Saint-Pierre (La veuve de Saint-Pierre)
- Lambert Wilson – Jet Set

### Beste Nebendarstellerin (Meilleure actrice dans un second rôle)
Anne Alvaro – Lust auf Anderes (Le goût des autres)
- Jeanne Balibar – Ça ira mieux demain
- Agnès Jaoui – Lust auf Anderes (Le goût des autres)
- Mathilde Seigner – Harry meint es gut mit dir (Harry, un ami qui vous veut du bien)
- Florence Thomassin – Une affaire de goût

### Bester Nachwuchsdarsteller (Meilleur jeune espoir masculin)
Jalil Lespert – Der Jobkiller (Ressources humaines)
- Jean-Pierre Lorit – Une affaire de goût
- Boris Terral – Der König tanzt (Le roi danse)
- Cyrille Thouvenin – Man liebt es unentschieden (La confusion des genres)
- Malik Zidi – Tropfen auf heiße Steine (Gouttes d’eau sur pierres brûlantes)

### Beste Nachwuchsdarstellerin (Meilleur jeune espoir féminin)
Sylvie Testud – Mörderisches Dienstmädchen (Les blessures assassines)
- Bérénice Bejo – Meilleur espoir féminin
- Isild Le Besco – Sade
- Sophie Guillemin – Harry meint es gut mit dir (Harry, un ami qui vous veut du bien)
- Julie-Marie Parmentier – Mörderisches Dienstmädchen (Les blessures assassines)

### Bestes Erstlingswerk (Meilleur premier film)
Der Jobkiller (Ressources humaines) – Regie: Laurent Cantet
- Spuren von Blut (Scenes de crimes) – Regie: Frédéric Schoendoerffer
- Uneasy Rider (Nationale 7) – Regie: Jean-Pierre Sinapi
- La Squale – Regie: Fabrice Genestal
- Stand by (Stand-by) – Regie: Roch Stéphanik

### Bestes Drehbuch (Meilleur scénario original ou adaptation)
Agnès Jaoui und Jean-Pierre Bacri – Lust auf Anderes (Le goût des autres)
- Laurent Cantet und Gilles Marchand – Der Jobkiller (Ressources humaines)
- Patricia Mazuy und Yves Thomas – Die Schule der verlorenen Mädchen (Saint-Cyr)
- Dominik Moll und Gilles Marchand – Harry meint es gut mit dir (Harry, un ami qui vous veut du bien)
- Gilles Taurand und Bernard Rapp – Une affaire de goût

### Beste Filmmusik (Meilleure musique écrite pour un film)
Tomatito, Sheikh Ahmad Al Tuni, La Caita und Tony Gatlif – Vengo
- John Cale – Die Schule der verlorenen Mädchen (Saint-Cyr)
- Bruno Coulais – Die purpurnen Flüsse (Les rivières pourpres)
- David Whitaker – Harry meint es gut mit dir (Harry, un ami qui vous veut du bien)

### Bestes Szenenbild (Meilleurs décors)
Jean Rabasse – Vatel
- Thierry François – Die Schule der verlorenen Mädchen (Saint-Cyr)
- Katia Wyszkop – Les destinées sentimentales

### Beste Kostüme (Meilleurs costumes)
Edith Vesperini und Jean-Daniel Vuillermoz – Die Schule der verlorenen Mädchen (Saint-Cyr)
- Olivier Bériot – Der König tanzt (Le roi danse)
- Yvonne Sassinot de Nesle – Vatel

### Beste Kamera (Meilleure photographie)
Agnès Godard – Der Fremdenlegionär (Beau travail)
- Thierry Arbogast – Die purpurnen Flüsse (Les rivières pourpres)
- Éric Gautier – Les destinées sentimentales

### Bester Ton (Meilleur son)
Gérard Hardy, François Maurel und Gérard Lamps – Harry meint es gut mit dir (Harry, un ami qui vous veut du bien)
- Dominique Dalmasso und Henri Morelle – Der König tanzt (Le roi danse)
- Vincent Tulli und Cyril Holtz – Die purpurnen Flüsse (Les rivières pourpres)

### Bester Schnitt (Meilleur montage)
Yannick Kergoat – Harry meint es gut mit dir (Harry, un ami qui vous veut du bien)
- Hervé de Luze – Lust auf Anderes (Le goût des autres)
- Maryline Monthieux – Die purpurnen Flüsse (Les rivières pourpres)

### Bester Kurzfilm (Meilleur court métrage)
Un petit air de fête – Regie: Éric Guirado

Salam – Regie: Souad El-Bouhati
- Am Ende der Welt (Au bout du monde) – Regie: Konstantin Bronsit
- Der Brunnen (Le puits) – Regie: Jérôme Boulbès

### Bester ausländischer Film (Meilleur film étranger)
In the Mood for Love (Fa yeung nin wa), Hong Kong/Frankreich/Thailand – Regie: Wong Kar-Wai
- American Beauty, USA – Regie: Sam Mendes
- Billy Elliot – I Will Dance (Billy Elliot), Großbritannien/Frankreich – Regie: Stephen Daldry
- Dancer in the Dark, Dänemark/Deutschland/Niederlande/USA/Großbritannien/Frankreich/Schweden/Finnland/Island/Norwegen – Regie: Lars von Trier
- Yi Yi – A One and a Two (Yi yi), Taiwan/Japan – Regie: Edward Yang

## Ehrenpreis (César d’honneur)
- Darry Cowl, französischer Schauspieler, Komiker und Musiker
- Charlotte Rampling, britische Schauspielerin
- Agnès Varda, belgische Regisseurin und Drehbuchautorin